# Hermann Harkort
Hermann Harkort (* 15. Mai 1881 in Wehringhausen; † 12. Februar 1970) war ein deutscher Ingenieur, Unternehmer und Keramikforscher sowie Gründer der Steingutfabriken Velten-Vordamm und Vorsitzender der Deutschen Keramischen Gesellschaft.

## Leben
Harkort war ein Spross der Unternehmerfamilie Harkort und der einzige Sohn unter den vier Kindern des Unternehmers Hermann Harkort (1854–1930) und dessen Ehefrau Clara Harkort geborene Elbers (1859–1918). Nach seinem Studium an der Technischen Hochschule Hannover und der Technischen Hochschule (Berlin-)Charlottenburg promovierte er 1907 am Lehrstuhl für Eisenhüttenkunde der Technischen Hochschule Aachen. 1908 übernahm Harkort die seit 1901 der Familie gehörende Steingutfabrik Vordamm und erweiterte sie 1913/1914 um die nach einem neuen Produktionsverfahren konzipierte Wandplattenfabrik in Velten. So entstanden die Steingutfabriken Velten-Vordamm mit Sitz in Velten.
Das Unternehmen wurde bereits 1911 in den Deutschen Werkbund aufgenommen und konnte von Beginn an seine keramischen Produkte auf den Werkbund-Ausstellungen präsentieren. 1917 kam der Betrieb kriegsbedingt zum Erliegen.
Im Sinne des Deutschen Werkbunds strebte Harkort eine enge Verbindung von Handwerk und Industrie an. Er stellte 1919 den Betrieb auf die Herstellung von Gefäßkeramik um. Unter Mitwirkung seiner in New York geborenen Ehefrau Luise Harkort (1886–1966) wurden die USA zum wichtigsten Exportland.
Zu Verwirklichung seiner Ideen legte Harkort die künstlerische Leitung der Steingut- und Fayenceproduktion in die Hände von Charlotte Hartmann. Nach ihrer Heirat wurde sie 1924 von Else Dörr abgelöst, und von 1927 bis zur Insolvenz 1931 war Hedwig Bollhagen Leiterin.
Nachdem Harkort frühzeitig den Kontakt zum Bauhaus aufgenommen und darüber 1923 seinen Aufsatz Kunst und Technik – eine neue Einheit veröffentlicht hatte, ermöglichte er Theodor Bogler den Entwurf von Küchengarnituren, um diesem dann 1925 die Leitung der Modellwerkstatt in Velten zu übergeben. Auf ihn folgte, gleichfalls von der keramischen Werkstatt auf der Dornburg kommend, Werner Burri, um die Möglichkeiten des keramischen Großbetriebs für formale zu Experimente nutzen.
Von 1925 bis 1929 hatte Harkort den Vorsitz der 1919 gegründeten Deutschen Keramischen Gesellschaft e.V. (DKG) inne und feierte mit der von ihm herausgegebenen Festschrift zur 10. Wiederkehr des Gründungstages der Deutschen Keramischen Gesellschaft das Gründungsjubiläum.
Die 1929 einsetzende Weltwirtschaftskrise und das Importverbot der USA führten 1931 zur Insolvenz und zur Entlassung des Mitarbeiterstamms.
Harkort war als Ingenieur spezialisiert auf die ökonomische Organisation von Betriebsabläufen. Bereits die nach seinen Vorstellungen 1913/1914 in Velten gebaute Fabrikanlage nutzte eine für den Betriebsablauf besonders günstige Lage zwischen Gleisanschluss und Wasserweg. Hinzu kam die von Harkort verfolgte qualifizierte Verbindung von Handwerkskunst und Industrie in einer Verschmelzung von Dekor und Form. In diesen Zusammenhang gehörten die Arbeitszeitmessungen Harkorts zusammen mit Hedwig Bollhagen.
Von Harkort und anderen Freunden beraten, konnte Hedwig Bollhagen die im Sinne des Deutschen Werkbunds entwickelte Steingut- und Fayence-Produktion mit Gründung der HB-Werkstätten für Keramik 1934 wieder aufnehmen.
Harkort selbst übernahm in den 1930er Jahren die Leitung eines Unternehmens des chemischen Apparatebaus und trat als Autor keramischer Fachbücher hervor.

## Schriften
- Beitrag zum Studium des Systems Eisen-Wolfram. Dissertation, Technische Hochschule Aachen, 1908.
- Festigkeitsbestimmungen von Steingutmassen und die Beziehungen der gewonnenen Festigkeitszahlen zur Zusammensetzung und anderen Eigenschaften dieser Massen. Coburg 1919.
- Zehn Jahre Steingut. In: 10 Jahre deutsche Keramik 1919-1929. Festschrift zur 10. Wiederkehr des Gründungstages der Deutschen Keramischen Gesellschaft. Berlin 1929, S. 37–49.
- mit Hedwig Bollhagen: Arbeitszeitmessungen in Malereien keramischer Betriebe. In: Berichte der Deutschen Keramischen Gesellschaft, 12. Jahrgang 1931, S. 363–375.
- Keramisches Praktikum. Coburg 1958. (spätere Neubearbeitung von Eduard Berdel unter dem Titel Einfaches chemisches Praktikum)
- Praktikum für Porzellan und keramische Elektro-Isolierstoffe. Coburg 1963.